# عبدول سيساي
عبدول سيساي (بالإنجليزية: Abdul Sesay)‏ (30 سبتمبر 1991 بفريتاون في سيراليون - ) هو لاعب كرة قدم سيراليوني في مركز الوسط. شارك مع منتخب سيراليون لكرة القدم. أما مع النوادي، فقد لعب مع ملادوست بودغوريتسا وOulun Palloseura ‏ وAtlantis FC ‏.

## وصلات خارجية
- عبدول سيساي على موقع قاعدة بيانات كرة القدم.إي يو (الإنجليزية)
- عبدول سيساي على موقع ناشيونال فوتبول تيمز (الإنجليزية)
- عبدول سيساي على موقع Soccerway.com (الإنجليزية)